# Oldemburgo
Oldemburgo (pronunciación en alemán: /ˈɔldn̩bʊʁk/ (escucharⓘ); en alemán: Oldenburg; en bajo alemán: Ollnborg; en frisón de Saterland: Ooldenbuurich) es una ciudad independiente del estado de Baja Sajonia, en Alemania. Se llama oficialmente Oldenburg (Oldb) (Oldenburg in Oldenburg) para distinguirla de Oldenburg in Holstein.
Durante la anexión francesa (1811-1813) a raíz de las guerras napoleónicas contra Gran Bretaña, también se conocía como Le Vieux-Bourg en francés. La ciudad se encuentra junto a los ríos Hunte y Haaren, en la región noroeste entre las ciudades de Bremen al este, y Groninga (Países Bajos) al oeste. Tiene una población de 170 000 habitantes, a noviembre de 2019. Oldemburgo conforma parte de la Región Metropolitana de Bremen/Oldemburgo, con 2,37 millones de habitantes.
Es el lugar de origen de la Casa de Oldemburgo. Antes del fin del Imperio alemán (1918), fue el centro administrativo y residencia de los duques de Oldemburgo.

## Historia
Los hallazgos arqueológicos apuntan a un asentamiento que data del siglo VIII. La primera evidencia documental, en 1108, hacía referencia a Aldenburg en relación con Egilmar I, que hoy en día se lo ve comúnmente como el primer conde de Oldemburgo. La ciudad ganó importancia debido a su ubicación en la parte navegable del río Hunte. Oldembugo se convirtió en la capital del condado de Oldemburgo —más tarde Ducado (1774-1810), Gran Ducado (1815-1918) y Estado Libre (1918-1946)—, siendo un pequeño estado a la sombra de la más poderosa ciudad hanseática de Bremen.
En el siglo XVII, Oldemburgo era una ciudad rica en tiempos de guerra y agitación y su población y poder crecieron considerablemente. En 1667, la ciudad fue golpeada por una desastrosa epidemia de peste y, poco después, un incendio destruyó gran parte de Oldemburgo. Los reyes daneses, que también eran condes de Oldemburgo en ese momento, tenían poco interés en la condición de la ciudad y perdió entonces la mayor parte de su antigua importancia. El dominio danés duró hasta el año 1773. Solo entonces se reconstruyeron los edificios destruidos en la ciudad en un estilo neoclásico. Los alemanes suelen llamar al "estilo neoclásico" de ese período klassizistisch, mientras que neoklassizistisch se refiere específicamente al estilo clasicista de principios del siglo XX.

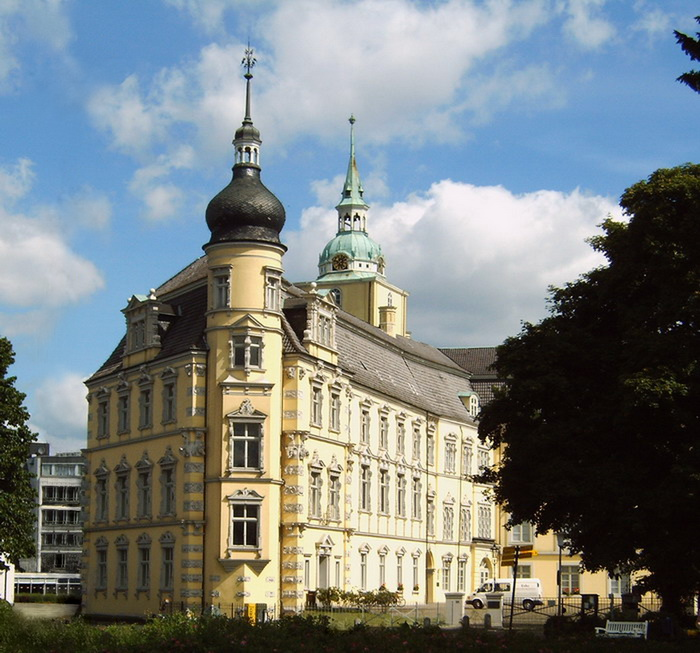
Palacio de Oldemburgo.

Después de que el gobierno alemán anunció la abdicación del emperador Guillermo II (9 de noviembre de 1918) tras el agotamiento y la derrota del Imperio alemán en la Primera Guerra Mundial, el gobierno monárquico terminó en Oldemburgo también con la abdicación del gran duque Federico Augusto II de Oldemburgo (Friedrich August II von Oldenburg) el 11 de noviembre de 1918. El Gran Ducado se convirtió en el Estado Libre de Oldemburgo (en alemán: Freistaat Oldenburg), siendo la capital la ciudad homónima.
En las elecciones municipales de 1928, el Partido Nazi recibió el 9,8 % de los votos, suficiente para un escaño en el consejo de la ciudad de Oldemburgo. En las elecciones estatales de septiembre de 1930 en Oldemburgo, la participación del Partido Nazi en los votos aumentó al 27,3 %, y el 29 de mayo de 1932, el Partido Nazi obtuvo el 48,4 % en las elecciones estatales, lo suficiente para poner al partido nazi a cargo de la formación del gobierno y, significativamente, haciendo de Oldemburgo el primer estado del país en poner a los nazis en el poder basándose en la participación electoral. Para ese otoño, comenzó una campaña de arianización, lo que obligó a los judíos a vender sus propiedades a bajos precios.
En 1945, después de la Segunda Guerra Mundial, el estado de Oldemburgo pasó a formar parte de la zona de ocupación británica. El gobierno militar británico de la región de Oldemburgo residía en la ciudad. Se establecieron varios campamentos de personas desplazadas en la ciudad, que había sufrido solo un 1,4 % de destrucción durante las campañas de bombardeo de la Segunda Guerra Mundial. Cerca de 42 000 refugiados emigraron a Oldemburgo, lo que elevó el número de residentes a más de 100 000. En 1946 se disolvió el Estado Libre de Oldemburgo y el área se convirtió en el "Distrito Administrativo" de Oldemburgo (Verwaltungsbezirk Oldenburg) dentro del recién formado estado federal alemán de Baja Sajonia (Niedersachsen). La ciudad era ahora la capital del distrito. En 1978, el distrito fue disuelto y sucedido por la recién formada región administrativa Weser-Ems (Regierungsbezirk Weser-Ems), nuevamente con la ciudad como capital administrativa. El estado de Baja Sajonia disolvió todo el Regierungsbezirke a finales de 2004 en el curso de reformas administrativas.

## Demografía
| Gráfica de evolución demográfica de Oldemburgo entre 1502 y 2019 |
|                                                                  |
| Estimaciones hasta 1828. Censos desde 1837                       |

## Gobierno
Las elecciones locales tienen lugar cada cinco años. El ayuntamiento (Stadtrat) tiene 50 escaños. El alcalde (Oberbürgermeister) es elegido directamente por los ciudadanos.
| Año de elecciones | SPD   | Alianza 90/Los Verdes | CDU   | Die Linke | Freie Wähler/ FW-BFO | FDP  | Partido Pirata | NPD  | LKR  | AFD  |
| ----------------- | ----- | --------------------- | ----- | --------- | -------------------- | ---- | -------------- | ---- | ---- | ---- |
| 2001              | 40,1  | 13,6                  | 30,5  | 3,9       | 2,8                  | 8,2  | –              | –    | –    | –    |
| 2006              | 32,7  | 21,2                  | 26,0  | 7,2       | 5,4                  | 6,3  | –              | –    | –    | –    |
| 2011              | 34,0  | 27,3                  | 20,6  | 6,1       | 3,1                  | 3,0  | 2,8            | 1,1  | –    | –    |
| 2016              | 32,68 | 19,13                 | 22,21 | 9,88      | 1,53                 | 4,84 | 1,17           | 0,62 | 1,19 | 4,76 |

| Año de elecciones | SPD | Verdes | CDU | Linke | FW | FDP | Pirata | WFO | NPD | LKR | AFD | Total seats |
| ----------------- | --- | ------ | --- | ----- | -- | --- | ------ | --- | --- | --- | --- | ----------- |
| 2001              | 21  | 7      | 15  | 2     | 1  | 4   | –      | –   | –   | –   | –   | 50          |
| 2006              | 16  | 11     | 13  | 4     | 3  | 3   | –      | –   | –   | –   | –   | 50          |
| 2011              | 17  | 14     | 10  | 3     | 2  | 1   | 1      | 1   | 1   | –   | –   | 50          |
| 2016              | 16  | 10     | 11  | 5     | 1  | 2   | 1      | 1   | 0   | 1   | 2   | 50          |

## Economía e infraestructura

### Transporte

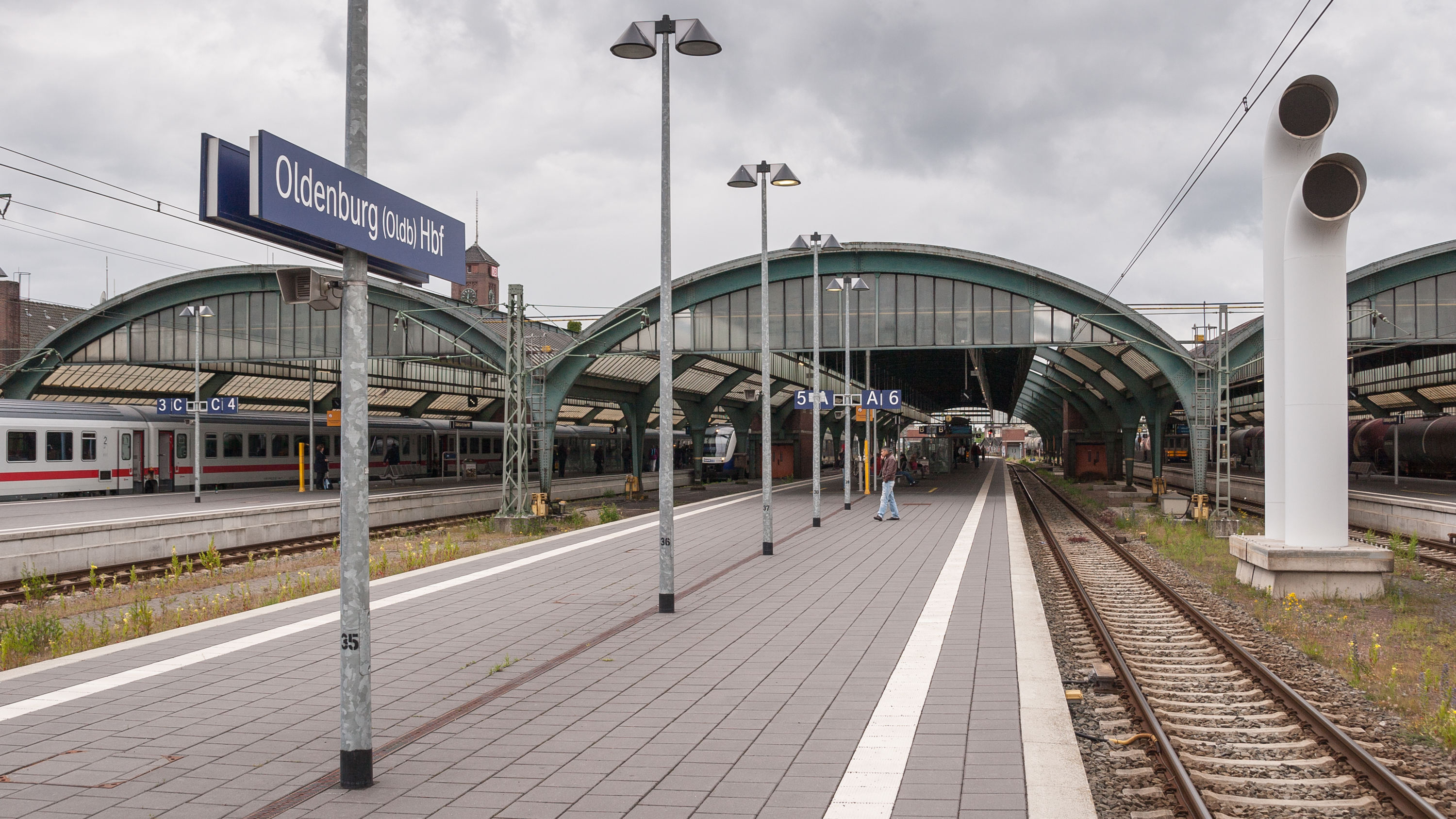
Estación de tren de Oldemburgo.

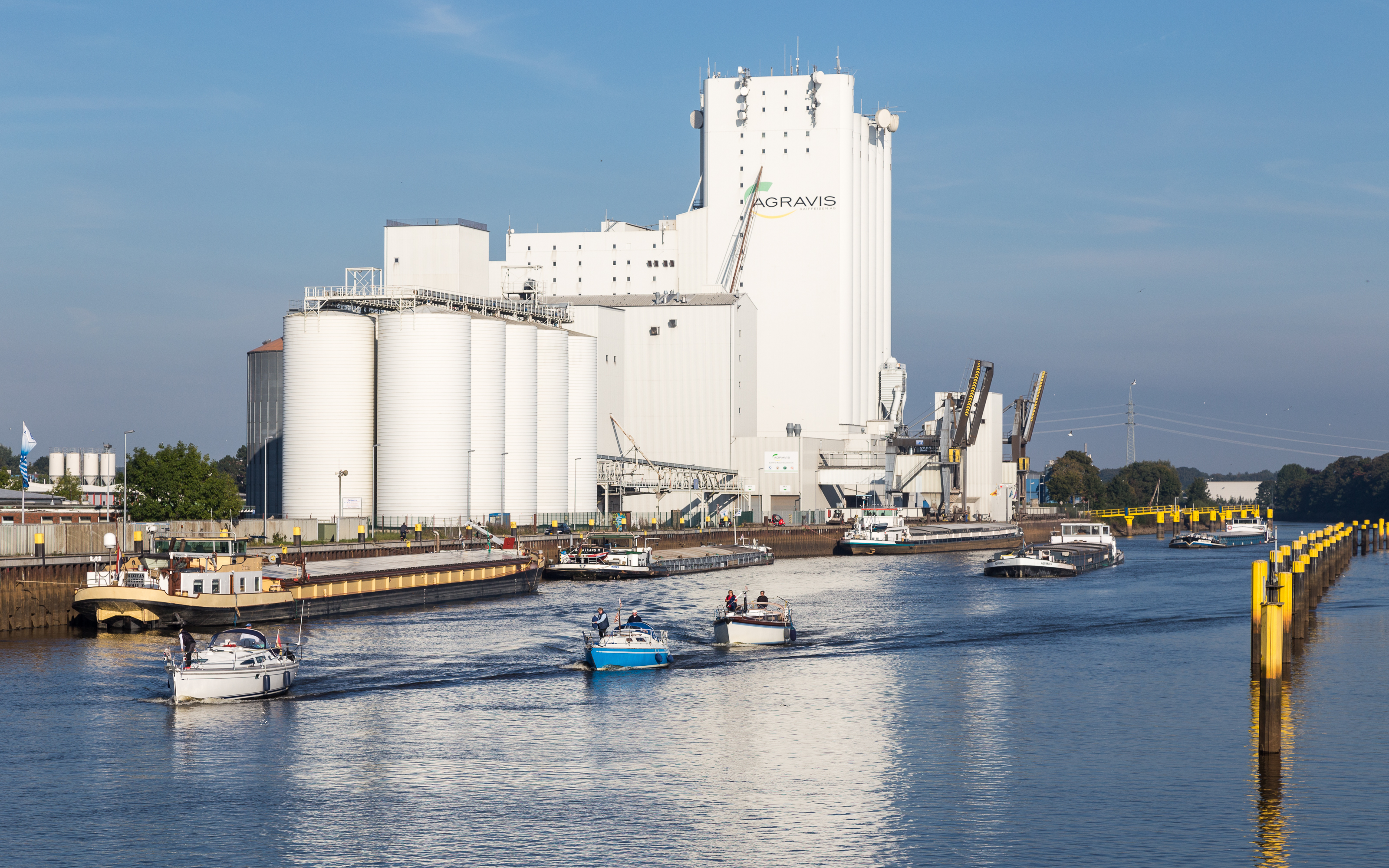
Puerto de Oldemburgo.

El centro de la ciudad de Oldemburgo está rodeado por una red de autopistas (autobahns) que consta de la A 28, A 29 y A 293. Debido a esto, Oldemburgo está conectado a la red nacional de autobahns federales, así como a las red de carreteras europeas (Europastraßen). 
En la Estación Central de Oldemburgo (Oldenburg (Oldb) Hauptbahnhof) se encuentra en la intersección de las líneas ferroviarias Norddeich Mole — Leer — Oldemburgo — Bremen y Wilhelmshaven — Oldemburgo — Osnabrück, con servicios interurbanos a Berlín, Leipzig y Dresde y servicios interurbanos rápidos a Fráncfort y Múnich.
También se encuentra a solo media hora en coche del aeropuerto de Bremen (50 km). Otros aeropuertos internacionales cercanos son el aeropuerto de Hamburgo (160 km) y el aeropuerto de Hannover (170 km). El pequeño aeródromo de Hatten (código de aeropuertos de OACI: EDWH), se encuentra a unos 17 km al suroeste de Oldemburgo. Sirve para aviones pequeños (aviones privados, planeadores, globos y helicópteros). Allí también hay una escuela de entrenamiento de vuelo y se pueden alquilar aviones, como reservar vuelos panorámicos.
Oldemburgo está conectado con el transporte marítimo a través del Küstenkanal, un canal de navegación que conecta los ríos Ems y Weser. Con 1,6 millones de toneladas de mercancías al año, es el puerto no costero más importante de Baja Sajonia.
Las bicicletas juegan un papel muy importante en el transporte personal en la ciudad.

### Agricultura
La ciudad está rodeada de grandes áreas agrícolas, aproximadamente el 80% de las cuales son pastizales. Hay granjas cerca e incluso algunas dentro de los límites de la ciudad. Las actividades agrícolas predominantes de la región son el cultivo de ganado, especialmente de vacas lecheras y otros animales de pastoreo, cultivos como granos para alimentación humana y animal, así como espárragos, maíz y col rizada.

### Industria
La producción de sal marina en la región de Oldemburgo se ha utilizado desde el siglo XV para satisfacer la enorme demanda de sal en la región del Báltico. La extracción de turba en la zona continuó durante muchos siglos hasta que fue reemplazada por minas de carbón.

## Cultura

### Bibliotecas

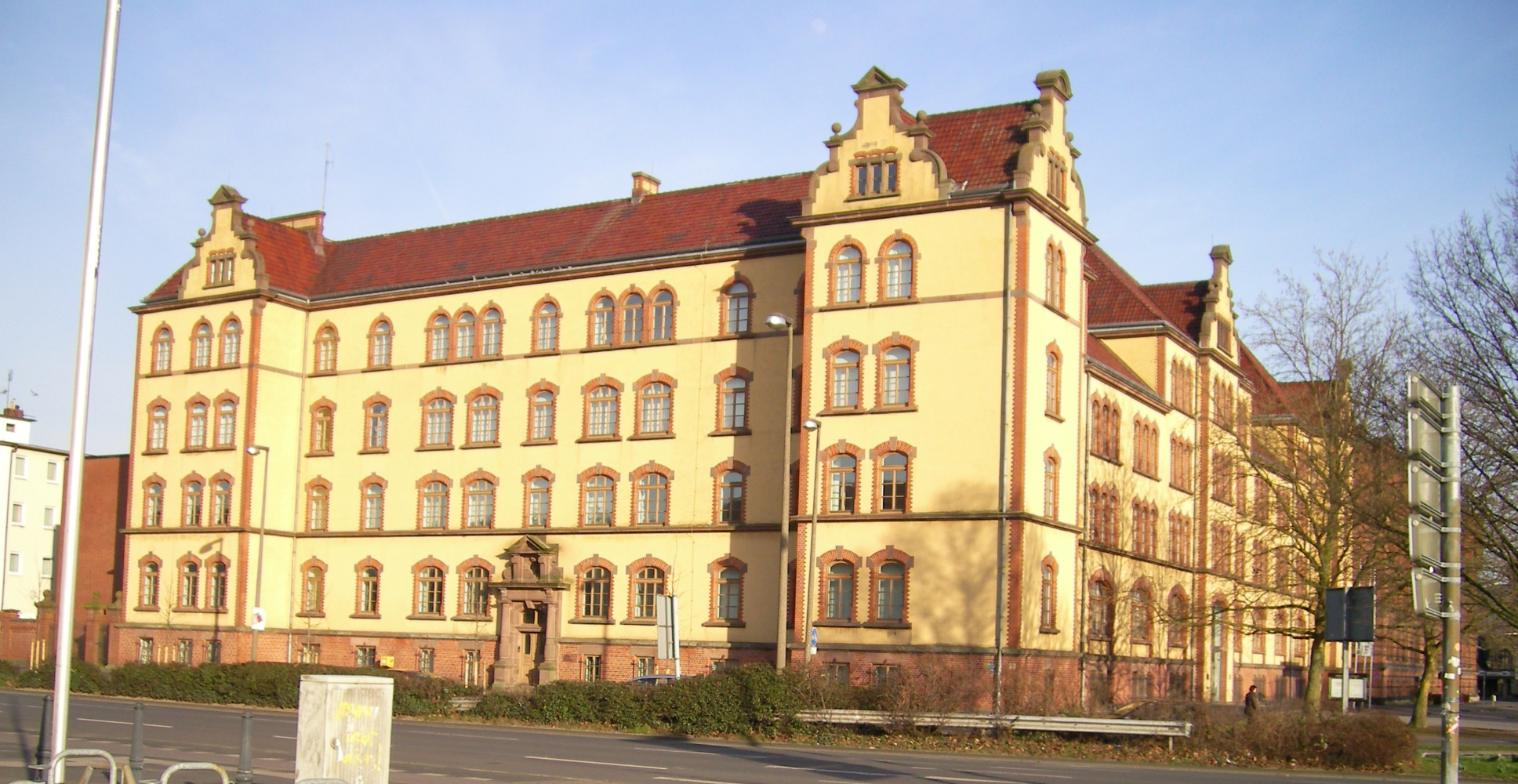
Biblioteca del Estado de Oldemburgo.

La Biblioteca del Estado de Oldemburgo (en alemán: Landesbibliothek Oldenburg) es una de las mayores bibliotecas regionales de Baja Sajonia.

### Eventos culturales
Algunos de los eventos culturales anuales más importantes de Oldemburgo son:
- Kultursommer (verano de la cultura), serie de eventos musicales y otros eventos culturales gratuitos en el centro de la ciudad durante la temporada de vacaciones de verano en julio.
- Stadtfest, un festival de tres días en los meses de agosto o septiembre con ubicación en el centro de la ciudad, que incluye ofertas gastronómicas y conciertos de rock y pop en varios escenarios.
- Festival Internacional de Cine de Oldemburgo, un festival de cine organizado de forma privada en septiembre, centrado en el cine independiente. El festival se financia mediante subvenciones públicas y patrocinio privado.
- Kramermarkt, feria de entretenimiento en el complejo Weser-Ems Halle durante diez días en septiembre/octubre. La tradición de este volksfest anual se remonta al siglo XVII, cuando el Kramermarkt era un evento de mercado al final de la cosecha.
- Oldenburger Kinder- und Jugendbuchmesse (KIBUM), una exposición de la nueva literatura infantil y juvenil en lengua alemana, que tiene lugar durante 11 días en noviembre. Es una feria no comercial organizada por el gobierno de la ciudad en cooperación con la biblioteca pública y la biblioteca universitaria. En el transcurso de la feria, se otorga un premio, el Kinder- und Jugendbuchpreis, a un autor o ilustrador debutante.